# Primärproduktion

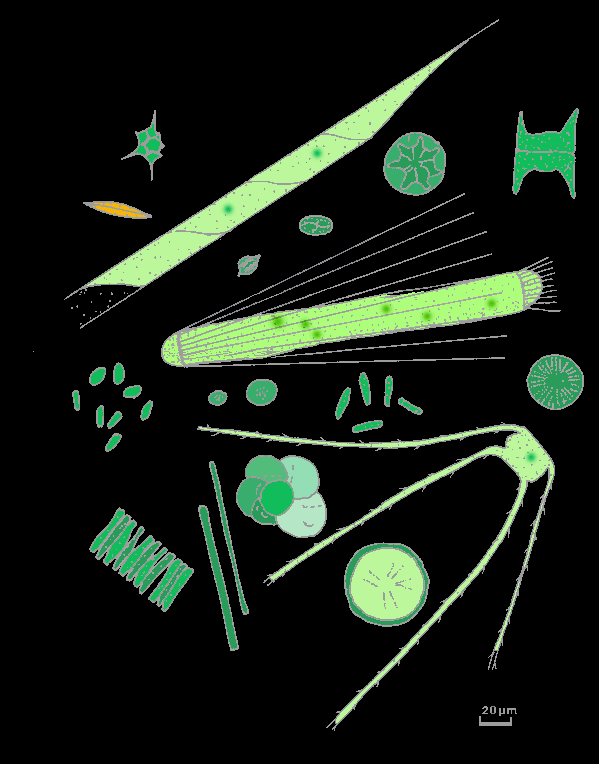
Das Phytoplankton gewinnt durch Photosynthese Energie und produziert Biomasse

Der Begriff Primärproduktion bezeichnet in der Ökologie die Produktion von Biomasse durch die Produzenten, also Pflanzen, Algen, Cyanobakterien und andere autotrophe Bakterien, mithilfe von Licht oder chemischer Energie aus anorganischen Substanzen. Die Disziplin der Ökologie, die sich mit der biologischen Produktion befasst, heißt Produktionsbiologie.
Die Primärproduktion wird als Bruttoproduktion teilweise wieder für die Atmung des Lebewesens (Respiration) verwendet, übrig bleibt die Nettoprimärproduktion, die für das Wachstum und die Vermehrung von Phytomasse verwendet wird (s. u.). Etwa 1 % der Energie der Sonnenstrahlung, die die Erde erreicht, wird in Biomasse umgesetzt. Die Primärproduktion bildet die Grundlage für den organischen Kohlenstoffkreislauf.
In der Ozeanologie und Limnologie ist die Primärproduktion die Produktion von Phytoplankton im Ozean und Süßwasser, die ihre Energie durch Photosynthese gewinnen, unter Nutzung von Nährstoffen.
Diese kleinen grünen Zellen werden wiederum von den heterotrophen Konsumenten erster Ordnung, kleinen Tieren wie Wimpertierchen, Copepoden und Krill, verbraucht. Die Primärproduktion ist die Basis allen Lebens im pelagischen, d. h. landfernen Bereich der Ozeane.
Am Meeresboden, dem marinen Benthal, beispielsweise bei den Black Smokers am mittelozeanischen Rücken, existiert ein Ökosystem eigener Art. Seine Basis ist nicht die Photosynthese, sondern die Chemosynthese, also die Gewinnung von Energie durch Zerlegung anorganischer Verbindungen wie Schwefelwasserstoff. Dort stellt letztlich die geothermische Energie die Quelle aller Lebensprozesse dar, während dies beim Prozess der Photosynthese die Energie der Sonne ist.
In terrestrischen Ökosystemen erfolgt die Primärproduktion über Photosynthese durch Pflanzen, beispielsweise die Bäume des Waldes. Primärproduktion durch Chemosynthese (Chemotrophie) spielt hier keine Rolle.
Die Produktivität wird in Gramm Trockengewicht pro Quadratmeter und Jahr gemessen. Die höchste Primärproduktion findet in den Wattenmeeren und in den tropischen Regenwäldern statt.
Die Primärproduktion wird zum größten Teil durch die Konsumenten und Destruenten wieder zu anorganischen Substanzen umgesetzt. Der Überschuss bildet Torf und Gewässerschlamm, woraus in geologischen Zeiträumen unter geeigneten Umständen Kohle, Erdgas und Erdöl entstehen.

## Bruttoprimärproduktion und Nettoprimärproduktion
Als Bruttoprimärproduktion (engl. gross primary production) bezeichnet man die gesamte von autotrophen Organismen fixierte Menge an Kohlenstoff in einem Ökosystem. Diese ist abhängig vom Klima, das wiederum einen Einfluss auf die Photosyntheserate und auch den Blattflächenindex hat.
Die durch die Photosynthese umgewandelte Energie kann in der Pflanze entweder veratmet (Respiration) oder zum Wachstum genutzt werden.
Zieht man also von der Bruttoprimärproduktion die Respiration der autotrophen Organismen ab, erhält man die Nettoprimärproduktion (NPP). Diese repräsentiert die gesamte Biomasse, die von Pflanzen durch Photosynthese gewonnen wurde. Diese Biomasse stellt auch ein Kohlenstofflager im Kohlenstoffzyklus dar. In der Pflanze wird der Kohlenstoff unterschiedlich genutzt und in verschiedenen Geweben unterschiedlich stark eingesetzt, um sich damit den Umweltbedingungen besser anzupassen. So findet man in nährstoffarmen Gebieten eine verstärkte Allokation von Kohlenstoff in den Wurzeln.
Die Nettoprimärproduktion ist eine wichtige Ökosystem-Funktion. Darüber hinaus ist sie die grundlegendste Energiequelle für heterotrophe Organismen und stark mit dem Kohlenstoffzyklus verbunden.

## Messmethoden
Die genaue Messung der NPP ist in der Natur nicht möglich. Aber es wurden Methoden entwickelt, die gute Schätzungen angeben können. Die Nettoprimärproduktion kann durch Messung der Biomassezunahme abgeschätzt werden. Allerdings ist diese Methode nicht sehr genau und gerade bei großen und sehr diversen Ökosystemen unpraktisch.
Dort wird vor allem die Messung der Chlorophyll-Konzentration angewandt. Chlorophyll hat eine charakteristische spektrale Signatur, die von Satelliten wahrgenommen wird. Es absorbiert Licht im roten und blauen Spektralbereich und reflektiert infrarote Strahlung stärker als Wasser oder trockener Boden. Mit diesem Wert kann dann wieder eine Schätzung vorgenommen werden. Eine dritte Möglichkeit stellt die Messung von Bruttoprimärproduktion und Respiration dar. Die Respiration kann mittels der veränderten CO2-Konzentration, in einem abgeschlossenen System, ermittelt werden.
Die Berechnung der Nettoprimärproduktion erfolgt aus der Nettoassimilationsrate (NAR), dem Blattflächenindex (LAI) und der Produktionsperiodendauer (t):
NPP = NAR * LAI * t